# Ardisia korthalsiana
Ardisia korthalsiana Scheff. – gatunek roślin z rodziny pierwiosnkowatych (Primulaceae). Występuje naturalnie w Malezji oraz Indonezji (w Kalimantanie, na Jawie i Sumatrze). 

## Morfologia
PokrójZimozielone drzewo lub krzew.
LiścieBlaszka liściowa ma eliptyczny kształt. Mierzy 2,5 cm długości oraz 0,7 cm szerokości, jest całobrzega, ma ostrokątną nasadę i spiczasty wierzchołek. Ogonek liściowy jest nagi i ma 12 mm długości.
KwiatyZebrane w wierzchotkach wyrastających z kątów pędów. Mają działki kielicha o owalnym kształcie i dorastające do 1 mm długości. Płatki są owalne i mają białą barwę oraz 5 mm długości.
OwocPestkowce mierzące 8 mm średnicy, o kulistym kształcie.

## Biologia i ekologia
Rośnie w lasach, na wysokości do 1400 m n.p.m.